# Eubaphe helveta
Eubaphe helveta là một loài bướm đêm trong họ Geometridae.